# Murovane, Pustomîtî
Murovane (în ucraineană Муроване) este un sat în comuna Sorokî-Lvivski din raionul Pustomîtî, regiunea Liov, Ucraina.

## Demografie
Componența lingvistică a localității Murovane
     Ucraineană (99,37%)
     Alte limbi (0,58%)
Conform recensământului din 2001, majoritatea populației localității Murovane era vorbitoare de ucraineană (99,37%), existând în minoritate și vorbitori de alte limbi.